# Ledvis eldgivning

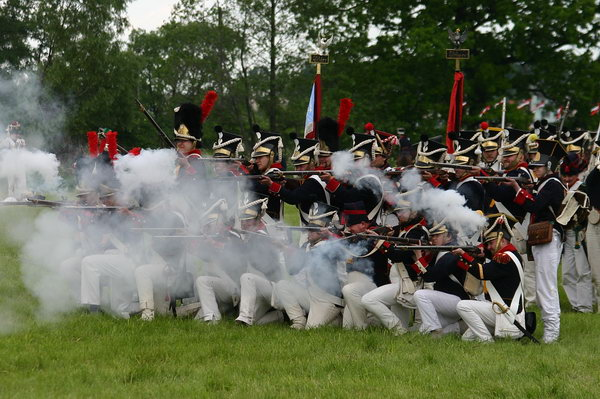
Ledvis eldgivning under ett historiskt återskapande av en, 2006.

Ledvis eldgivning (engelska: volley fire) är en militär taktik där alla soldater i ett led avfyrar sina vapen samtidigt på kommando. Taktiken användes historiskt för att kompensera för låg precision, räckvidd och eldhastighet hos äldre mynningsladdade svartkrutsvapen, såsom musköter och arkebusar, och gick framför allt ut på att rikta alla handeldvapen i ett truppled mot en gemensam riktning eller mål och avfyra dessa samtidigt i en samlad salva, även kallad salveld. Den resulterande höga volymen vapeneld mot ett koncentrerat område kompenserar för var enskilt vapens låga prestanda och ökar chanserna för att fienden eller målet träffas och nedkämpas.
För att effektivt bruka taktiken tillämpades ledvis eldgivning hos truppformationer indelade i radar om 2 eller fler. Vid kommando gick det främre ledet ner på knä, la an och avfyrade sina vapen. Därefter fortsatte dessa huka och påbörjade omladdning, varav ledet bakom fick lägga an över deras huvudlinje och avfyra, etc. När det främre ledet var färdigladdade hade ledet längst bak avfyrat sina vapen och påbörjat omladdning, varav processen kunde började om på nytt.
Ledvis eldgivning lär att uppfunnits redan vid eldvapnens begynnelse under slutet av medeltiden och var mycket vanlig under stormaktstiden fram till det amerikanska inbördeskriget. När repetergevär blev vanliga under slutet av 1800-talet blev ledvis eldgivning föråldrat och vid första världskriget kom det i stort sett att försvinna.
Under det stora nordiska kriget tog de svenska karolinerna fram en effektiv variant av ledvis eldgivning. Medan motståndarna började avlossa sina salvor vid cirka 100 meters avstånd, där träffsäkerheten inte var särskilt hög, valde den karolinska armén att låta de två främre musketörleden avlossa sina salvor på mycket kort avstånd ("när de såg vitan i motståndarnas ögon"), cirka 50 till 30 meter, vartefter de stormar fiendeleden med värja, följt av att de bakre leden avlossar sina salvor på 20 till 15 meters avstånd. På dessa avstånd var det svårt att missa och de få fiender som ej träffades kunde enkelt stormas.